# Ilse Koch
Ilse Koch f. Köhler (født 22. september 1906 i Dresden, død 1. september 1967 i Aichach) var en krigsforbryder i Nazityskland også kendt som ”Die Hexe” eller ”Tæven fra Buchenwald”. Hun var gift med Karl-Otto Koch, der blev kommandant i Buchenwald. Hun var rødhåret og yndede at ride rundt i lejren med en pisk, som hun flittigt brugte på fangerne. Hun blev fængslet i 1947 og fundet skyldig i mord, men hendes dom blev reduceret til fire år. I 1951 blev hun idømt livsvarigt fængsel; og i 1967 begik hun selvmord i fængslet i Aichach i Bayern ved at hænge sig i et lagen.